# As (jezik)
As jezik (ISO 639-3: asz), zapadnonovogvinejski jezik šire Južnohalmahersko-zapadnonovogvinejske skupine, podskupine Raja Ampat, kojim govori 230 ljudi (2000 S. Wurm) na sjevernoj obali poluotoka Vogelkop u Indonezijskom dijelu Nove Gvineje.
Najvažnija sela u kojima se govori su Asbakin (glavno središte), Maklaumkarta i Mega. Služe se i indonezijskim [ind] i moi [mxn] jezikom.

## Vanjske poveznice
- Ethnologue (14th)
- Ethnologue (15th)